# Kip jedinstva
Kip jedinstva (engleski: Statue of Unity, gudžaratski: સ્ટેચ્યુ ઓફ યુનિટી, hindi: स्टैच्यू ऑफ यूनिटी) je kolosalna skulptura indijskog državnika i borca za neovisnost, Sardara Patela Vallabhbhaia (1875. – 1950.), koji je bio prvi potpredsjednik Vlade i ministar prve neovisne države Indije i sljedbenik Mahatme Gandhija u indijskom nenasilnom pokretu za neovisnost. To je najviši kip na svijetu, visine 182 metra. Kip čelične konstrukcije s oplatom od betona i bronce se nalazi u okrugu Narmada, u državi Gujarat u Indiji. Nalazi se okrenut prema brani Sardar Sarovar na rijeci Narmada, 100 km jugoistočno od grada Vadodara i 150 km od Surata.
Patel je vrlo cijenjen zbog svog vodstva u ujedinjenju 562 kneževske države Indije s glavnim dijelom bivše Britanske Indije za formiranje jedinstvene Indijske unije. 
Projekt je prvi puta najavljen 2010. godine, a izgradnja kipa započela je tvrtka Larsen & Toubro u listopadu 2013. god. Ukupni troškovi izgradnje bili su 29,89 milijardi rupija (459 milijuna USD). Dizajnirao ga je indijski kipar Ram V. Sutar, a otvorio ga je indijski premijer Narendra Modi 31. listopada 2018. god., na 143. godišnjicu Patelova rođenja.

## Vanjske poveznice
|  | Zajednički poslužitelj ima još gradiva o temi Kip jedinstva |

- Službene stranice Kipa jedinstva  Arhivirana inačica izvorne stranice od 19. studenoga 2019. (Wayback Machine) (engl.)

21°50′17″N 73°43′08″E / 21.838°N 73.719°E